# Teatro Marquina
El teatro Marquina es una sala de teatro situada en el barrio de Justicia en el distrito Centro en Madrid, España. Se levanta sobre un solar que el dramaturgo Eduardo Marquina legó al Montepío de Autores, de ahí que se diera su nombre al mismo. Tiene capacidad para 500 espectadores.

## Historia
Fue inaugurado el 21 de diciembre de 1962 con la obra Operación Embajada de Joaquín Calvo Sotelo. En el año 1982 cerró sus puertas, aunque volvió a abrir dos años más tarde. En 1996 el empresario Alejandro Colubi derribó el teatro Marquina, para levantarlo nuevamente con más adelantos. El 17 de marzo de 1998 se reinauguró con Núria Espert protagonizando Master Class. 
Entre los títulos estrenados en el teatro Marquina están La tercera palabra (1964), Descalzos por el parque (1965), El baño de las ninfas (1966), La casa de las chivas (1969), La noche de los cien pájaros (1972), Panorama desde el puente (1980), Aspirina para dos (1980), Revistas del corazón (1985), Leyendas (1988), La loba (1993), Arte (1999) y El método Gronholm (2004)